# Перновский 3-й гренадерский полк
3-й гренадерский Перновский короля Фридриха-Вильгельма IV полк, 
с 26.07.1914 — 3-й гренадерский Перновский полк — гренадерская воинская часть (полк) пехоты Русской императорской армии. В 1813—1918 годах входил в состав 1-й гренадерской дивизии.
- Старшинство — 29 июня 1710 года.
- Полковой праздник — 29 июня.
- Штаб-квартира — Москва.

## История
- 16 августа 1806 — Сформирован полковником П. Н. Чоглоковым в Санкт-Петербурге из 6 рот, отчисленных от Кексгольмского мушкетёрского полка, с добавлением рекрутов как Перновский мушкетёрский полк трёхбатальонного состава и определён в 1-ю дивизию.
- Июль 1807 — Определён в 21-ю дивизию.
- Январь 1811 — Определён во 2-ю дивизию.
- Март 1811 — Определён во 11-ю пехотную дивизию.
- 22 февраля 1811 — Перновский пехотный полк.
- В Бородинском сражении Кексгольмский и Перновский полки защищали центр позиции, отражая атаки кавалерии генерала Латур-Мобура.
- 22 октября 1812 — Отличился в сражении под Вязьмой. Первым с музыкой, барабанным боем и распущенными знамёнами на плечах у французов ворвался в город через Верхнюю Калужскую улицу, идя в авангарде 11-й дивизии генерала Чоглокова. В награду за этот бой получил знаки на головные уборы с надписью «За отличие».
- 13 апреля 1813 — За отличие в войне с французами наименован Перновским гренадерским полком и включён в состав 1-й гренадерской дивизии.
- 1813—1814 — Заграничные походы:
  - 8 марта 1814 — Участвовал в сражении у деревни Торси-ле-Гран.
- 1814 — Определён в 1-ю гренадерскую дивизию
- 1818 — Перновский гренадерский Наследного Принца Прусского полк.
- 1830—1831 — Польский поход:
  - 5 мая 1831 — Участвовал в бою у села Вроново, прикрывая артиллерию.
- 28 января 1833 — Присоединена половина Луцкого гренадерского полка.
- 6 мая 1840 — Гренадерский Его Величества Короля Прусского полк.
- 19 марта 1857 — Перновский гренадерский Его Величества Короля Прусского полк.
- 28 июня 1860 — Перновский гренадерский Короля Фридриха-Вильгельма IV полк.
- 25 марта 1864 — 3-й гренадерский Перновский Короля Фридриха-Вильгельма IV полк.
- 1877—1878 — русско-турецкая война, участие в штурме Карса.
- 26 июля 1914 — 3-й гренадерский Перновский полк.
- Полк — участник Таневского сражения 18 — 25 июня 1915 г.[1][2][3][4] Особенно отличился в бою за дер. Бобы[5]. Потеряв около 700 человек, перновцы уничтожили 1200 германцев[6][7]. Участвовал в Барановичской операции 1916 г.[8]

## Шефыполка
- 24.08.1806 — 01.09.1814 — полковник (с 24.06.1808 генерал-майор, с 08.10.1813 генерал-лейтенант) Чоглоков, Павел Николаевич
- 20.06.1818 — 21.12.1860 — король прусский Фридрих-Вильгельм IV

## Командиры
- 26.11.1806 — 15.01.1807 — полковник Керн, Фёдор Фёдорович
- 25.01.1807 — 27.06.1807 — полковник князь Хованский, Николай Николаевич
- 04.12.1807 — 29.12.1809 — майор (с 12.12.1807 подполковник) Керн, Ермолай Фёдорович
- 23.02.1812 — 21.09.1813 — майор (с 21.11.1812 подполковник) Лачинов, Алексей Андреевич
- 21.09.1813 — 22.07.1817 — подполковник (с 15.05.1814 полковник) Жемчужников, Алексей Николаевич
- 22.07.1817 — 18.10.1817 — полковник Фонвизин, Михаил Александрович
- 18.10.1817 — 20.06.1818 — полковник Шипов, Сергей Павлович
- 21.10.1821 — 14.04.1829 — полковник Томашевский, Алексей Михайлович
- 19.06.1829 — 01.08.1836 — подполковник (с 09.10.1830 полковник) фон Клуген, Густав Густавович
- 01.08.1836 — 10.01.1844 — полковник (с 08.09.1843 генерал-майор) Смиттен, Александр Евстафьевич
- 18.03.1844 — 03.03.1846 — полковник (с 25.06.1845 генерал-майор) Фридрихс, Александр Карлович
- 03.03.1846 — 31.12.1850 — полковник Волков, Павел Александрович
- 31.12.1850 — 08.02.1860 — полковник (с 26.08.1856 генерал-майор) Шернваль, Карл Андреевич
- 08.02.1860 — 30.09.1861 — полковник Свечин, Владимир Константинович
- 21.10.1861 — 06.12.1864 — полковник князь Кропоткин, Михаил Степанович
- 07.12.1864 — 13.03.1869 — полковник Меженинов, Александр Павлович
- 13.03.1869 — 31.07.1877 — полковник Ден, Эдуард Александрович
- 31.07.1877 — 09.12.1877[9] — полковник Белинский, Василий Иванович
- 22.12.1877 — 22.06.1892 — полковник Макеев, Владимир Петрович
- 02.07.1892 — 17.04.1896 — полковник Волков, Владимир Сергеевич
- 25.04.1896 — 04.02.1898 — полковник Богаевский, Михаил Венедиктович
- 10.03.1898 — 27.11.1899 — полковник Светозаров, Николай Иванович
- 28.11.1899 — 20.09.1901 — полковник Неелов, Фёдор Васильевич
- 08.10.1901 — 15.12.1904 — полковник Ганенфельдт, Михаил Павлович
- 07.01.1905 — 08.07.1906 — полковник фон Гувениус, Александр Карлович
- 08.07.1906 — 11.02.1908 — полковник Киселевский, Николай Михайлович
- 13.02.1908 — 29.07.1909 — полковник Бутович, Василий Васильевич
- 21.10.1909 — 10.07.1912 — полковник Рерберг, Фёдор Петрович
- 10.07.1912 — 19.11.1914 — полковник Невражин, Георгий Николаевич
- после августовских боёв командование полком принял командир бригады генерал-майор Дзичканец, Борис Алексеевич[10]
- 19.11.1914 — 11.02.1917 — полковник Осецкий, Александр Викторович
- 11.02.1917 — 26.08.1917 — полковник фон Герих, Павел Карлович
- 26.08.1917 — хх.хх.хххх — полковник барон Мирбах, Антон Оскарович

## Знаки отличия
1. Полковое Георгиевское знамя с надписями: «За взятие у Французов двух знамён в сражениях: при Гейльзберге 29 Мая и при Фридланде 2 Июня 1807 года» и «за взятие Карса 6 Ноября 1877 г.» с юбилейными лентами. Высочайшие грамоты от 31.10.1807 г. и 26.11.1878 г. Высочайшие приказ от 1899 г. № 111.
2. Знаки на головные уборы с надписью: «За отличие», пожалованные 13.01.1813 г. за подвиги при обратном взятии штурмом г. Вязьмы 22.10.1812 г. Высочайшая грамота от 13.01.1816 г.
3. Две Георгиевские трубы с надписью «За взятие Карса 6 Ноября 1877 г.», пожалованные 13.10.1878 г. Высочайшая грамота от 26.11.1878 г.

## Нагрудный знак
Утверждён 26 сентября 1910 года. Фон знака состоит из белых углов полкового знамени, на которых изображены золотом вензеля Императоров Александра I, Николая I, Александра II и Александра III. На середину знака наложена выпуклая чёрная граната с золотым рельефным вензелем Императора Петра I — основателя полка. На ней, между концами креста, поставлен чеканенный золотой вензель Императора Николая II, опирающийся на полковой знак отличия, а внизу — вензель короля Фридриха-Вильгельма IV Прусского.

## Известные люди, служившие в полку
- Аралов, Семён Иванович — начальник Регистрационного (разведывательного) управления Полевого штаба РВС.
- Амвросий (Матвеев) — иеромонах, полковой священник Перновского гренадерского полка, герой Первой мировой войны.
- Базилевич, Георгий Дмитриевич (1889—1939) — секретарь Комитета обороны при Совете Народных Комиссаров СССР.
- Богачёва, Клавдия Алексеевна (1890—1961) — гренадер, участник Первой мировой войны, кавалер Георгиевского креста 4-й степени.
- Кириенко, Иван Касьянович — генерал-майор, участник первого и второго Кубанских походов.
- Рудинский, Василий Иванович (1837—1876) — российский врач, доктор медицины, автор ряда научных трудов[11].
- Самарин, Василий Максимович (1792—1871) — русский генерал, участник Крымской войны.
- Челищев, Владимир Егорович (1819—1886) — русский генерал, Одесский комендант.

## Дислокация полка
- Штаб, 1-й, 2-й и 4-й батальоны — г. Москва, Хамовнический плац, Хамовнические казармы;
- 3-й батальон — г. Москва, Шаболовка ул., д. Глушкова и Рулева;
- Офицерское собрание — г. Москва, Хамовнический плац, Хамовнические казармы.